# 卡尔霍恩瀑布 (南卡罗来纳州)
卡尔霍恩瀑布（英文：Calhoun Falls），是美国南卡罗来纳州下属的一座城市。城市类型是“Town”。其面积大约为3.46平方英里（8.96平方公里）。根据2010年美国人口普查，该市有人口2,004人，人口密度约为每平方 英里579.19人（约合每平方公里223.63人）。